# 维于沃兹
维于沃兹（法語：Vulvoz）是法国汝拉省的一个市镇，位于该省东南部，属于圣克洛德区（Saint-Claude）。该市镇总面积4.49平方公里，2014年时的人口为16人。
维于沃兹是法国乃至欧洲最小的市镇之一，它和相邻的另外24个市镇组成了上汝拉-圣克洛德公共社区。

## 人口
维于沃兹人口变化图示